# Transatlantické obchodní a investiční partnerství

Strany dohody - EU (zelená) a USA (oranžové) na mapě světa.

Transatlantické obchodní a investiční partnerství (zkratka TTIP z anglického názvu The Transatlantic Trade and Investment Partnership; také známé pod názvem Transatlantická zóna volného obchodu se zkratkou TAFTA) je navrhovaná smlouva o volném obchodu mezi Evropskou unií a Spojenými státy americkými. Její zastánci očekávají, že dohoda bude pro ekonomiku států EU znamenat přínos 120 miliard €, 90 miliard pro tu americkou a pro zbytek světa 100 miliard € a pomůže vytvořit stovky tisíc pracovních míst, zatímco kritici říkají, že smlouva posílí pozici nadnárodních korporací, omezí demokracii a ztíží úlohu národních vlád při regulaci trhu ve prospěch občanů. Například podle nezávislé studie Tuftovy university ze Spojených států amerických by v důsledku přijetí dohody jen v Evropě došlo ke ztrátě zhruba 600 000 pracovních míst, snížení čistého vývozu, zpomalení růstu HDP, snížení mezd a státních příjmů a vzrůstu finanční nestability.
Americká vláda předpokládá, že TTIP bude fungovat obdobně jako již existující dohoda o Transpacifickém partnerství (TPP). Související vyjednávací procesy se rozběhly v červnu roku 2013, do konce roku proběhla tři kola jednání. Poté, co v dubnu 2014 pronikl na veřejnost text návrhu dohody, začala Evropská komise veřejné projednávání některých klauzulí připravované smlouvy.
Očekávalo se, že text dohody bude dokončen do konce roku 2014, ale termín byl nakonec posunut na rok 2015. 7. ledna 2015 zveřejnila Evropská komise řadu materiálů k dohodě TTIP včetně textů některých navrhovaných částí dohody. Evropské komisi je odpůrci TTIP vyčítáno zatajování informací z jednotlivých jednání. Evropská komise se snaží svou pověst napravit zveřejňováním průběžných výstupů z jednotlivých kol jednání a dalších dokumentů.

## Ekonomický aspekt
Dvojice partnerských zemí dohromady generuje 60 % světového HDP, 33 % celosvětového obchodu se zbožím a 42 % trhu se službami. Otázka růstu evropské ekonomiky vedla k mnoha konfliktům mezi smluvními stranami, ty se však týkaly jen 2 % z celkového obsahu. Zóna volného obchodu mezi těmito dvěma subjekty by představovala potenciálně největší dohodu o volném obchodu v historii pokrývající 46 % světového HDP. V této tabulce jsou uvedeny detaily obchodních toků:
| Směr obchodu | Zboží           | Služby          | Investice       | Dohromady       |
| ------------ | --------------- | --------------- | --------------- | --------------- |
| z EU do USA  | 260 miliard €   | 139,0 miliard € | 112,6 miliard € | 511,6 miliard € |
| z USA do EU  | 127,9 miliard € | 180 miliard €   | 144,5 miliard € | 452,4 miliard € |

Objem amerických investic v EU je 3krát větší než objem amerických investic v celé Asii a evropské investice ve Spojených státech jsou osmkrát vyšší než evropské investice v Indii a Číně dohromady. Odhaduje se, že převody uvnitř společností tvoří třetinu veškerého transatlantického obchodu. USA a EU jsou největšími obchodními partnery ve většině ostatních zemí na světě a jsou zdrojem třetiny obchodních toků světa. Vzhledem k již relativně nízkým celním tarifům (pod 3 %) je pro úspěch dohody nutné dosáhnout odstranění netarifních překážek.

## Pozadí dohody
Ekonomické bariéry mezi EU a USA jsou relativně nízké, a to nejen kvůli dlouhotrvajícímu členství ve Světové obchodní organizaci, ale i díky nedávným dohodám, jako je smlouva o „otevřeném nebi“ mezi EU a USA, a práci Transatlantické hospodářské rady. Evropská komise předpokládá, že vznik transatlantické obchodní dohody by mohl zvýšit celkový obchod mezi oběma subjekty až o 50 %. Nicméně ekonomické vztahy jsou napjaté a existují četné obchodní spory mezi oběma ekonomikami, které mnohdy končí před Světovou obchodní organizací. Ekonomické zisky TTIP byly předpovězeny ve společné zprávě vydané Bílým domem a Evropskou komisí.
Jistá forma transatlantické zóny volného obchodu byla navržena už v roce 1990 a později, v roce 2006, německou kancléřkou Angelou Merkelovou, v reakci na zhroucení jednání o celosvětovém obchodu v Dauhá. Protekcionismus na obou stranách nicméně může být překážkou pro jakoukoli budoucí dohodu. Poprvé byla vyjednávání zahájena v roce 1990, kdy krátce po konci studené války Evropské hospodářské společenství (12 zemí) a USA podepsaly „Transatlantickou deklaraci“. Ta vyzvala k pokračování existence Severoatlantické aliance, stejně jako ke konání ročních summitů, zasedání ministrů států jednou za dva roky, a k častějšímu setkávání politických představitelů a vyšších úředníků. Následné iniciativy evropských vůdců a americké vlády zahrnovaly např. vytvoření lobbistické skupiny podnikatelů s názvem Transatlantický obchodní dialog (TABD) v roce 1995; vytvoření poradního výboru Transatlantické hospodářské partnerství v roce 1998; vytvoření Transatlantické hospodářské rady, ve které se setkávají zástupci firem působících na obou stranách Atlantiku za účelem poskytování rad Evropské komisi a vládě Spojených států, v roce 2007; a konečně vytvoření skupiny odborníků, z jejichž závěrů předložených 11. února 2013 vyplývá doporučení zahájit jednání o rozsáhlé dohodě o volném obchodu. 12. února 2013 prezident Barack Obama takovou dohodu podpořil ve své výroční zprávě o stavu Unie. Následující den předseda Evropské komise José Manuel Barroso oznámil, že k přijmutí této dohody budou probíhat vyjednávání. Do dnešní doby (15.11.2014) proběhlo sedm vyjednávacích kol, po každém kole zveřejňuje Evropská komise podrobné zprávy pro stakeholdery. Kolem vyjednávání se vyrojila řada mýtů a zavádějících tvrzení, které se Evropská komise snaží vysvětlovat na svém informačním serveru..

## Navrhovaný obsah
Struktura a jisté vybrané části návrhů textu dohody ze strany Evropské komise byly zveřejněny na webu,. Dohoda je rozdělena na tři hlavní části: Přístup na trh, Regulační spolupráce a Pravidla. Zatímco mandát vyjednavačů Evropské komise byl zpřístupněn veřejnosti,, obdobný text americké strany nebyl nikdy zveřejněn, bylo vydáno pouze veřejné prohlášení o potenciálních výhodách dohody.
Další část dohody zahrnuje kapitoly o přístupu na trh pro zboží i služby, zboží má být osvobozeno od všech cel a služby od všech omezení tak, aby bylo dosaženo lepšího přístupu na veřejné trhy.
Článek 1 první kapitoly stanovuje za obecný záměr „prostředí vhodnější pro rozvoj obchodu a investic“, zejména „liberalizaci investování a spolupráci v oblasti elektronického obchodování“. Druhá kapitola obsahuje obecné principy pro investování, články 24 až 28 ze čtvrté kapitoly by umožnily volný pohyb obchodních ředitelů a dalších zaměstnanců firem za pracovním účelem mezi všemi státy dohody.
Pátá kapitola obsahuje několik částí s konkrétními pravidly pro různé hospodářské sektory. Články 29 až 39 určují principy, které státy musejí při povolování soukromých firem následovat, a určují, že požadavky, které nejsou úměrné přezkoumatelnému cíli veřejné politiky, jsou v rozporu s dohodou. Články 35 až 39 obsahují liberalizaci poštovních služeb.

## Vyjednávání dohody
Vyjednávání dohody probíhá za zavřenými dveřmi, takže dodnes není úplně jasné, co vše má dohoda zahrnovat. Argumentem uzavřených jednání je údajná snaha "neukázat soupeři hned všechny své karty". Např. EU říká k 1. části dohody "Tyto dokumenty budeme uchovávat v tajnosti. Proč? Chceme ve finále dosáhnout nejlepší podmínky pro každého v EU…"
Důsledkem těchto tajných jednání je, že pouze pár povolaných ví skutečně, o co se jedná. Ostatní jsou odkázáni jen na různé dohady, tiskové zprávy a občasné "drobky z jednacího stolu", jejichž zveřejňování může být dáno pouze v rámci vyjednávacích taktik. Občas dochází k únikům některých textů z jednání – asi největší byl ten, který byl zveřejněný v deníku Die Zeit. Tato situace má potom za důsledek různé "fámy a vášně", jak ve prospěch dohody, kdy se říká, jak dohoda bude prospěšná pro celý svět, tak na druhou stranu vznikají i velmi silné tlaky proti dohodě, které tvrdí, že TTIP všechny omezí, všem přinese méně kvalitnější a zdraví škodlivé produkty a zakáže např. farmářské trhy v ČR.
Požadavky na zvýšenou transparentnost jednání vycházejí z širokého spektra zdrojů. V červenci 2014 vyzvala ombudsmanka EU, paní Emily O'Reilly, Evropskou komisi a Evropskou radu k zveřejnění dalších dokumentů k jednání a zahájila veřejnou konzultaci k problematice sjednávání TTIP. Výsledky těchto konzultací byly zveřejněny ve zprávě ombudsmanky. 6. ledna 2015 vydala ombudsmanka své rozhodnutí k této konzultaci, ve kterém vyzvala Evropskou komisi k 10 krokům, mj. také k zveřejnění co nejvíce informací k sjednávané dohodě.

### Zveřejněné části návrhu smlouvy ze strany Evropské komise
7. 1. 2015 zveřejnila Evropská komise sadu materiálů k dohodě TTIP – nejedná se ovšem o zveřejní celého textu vyjednávané dohody, ale pouze o vybrané části:
- Návrhy konkrétních znění, tedy tzv. paragrafované znění – 8 dokumentů z 6 oblastí (technické bariéry obchodu, nezávadnost potravin, celní agenda, malé a střední podniky, hospodářská soutěž a řešení sporů mezi státy).
- Poziční dokumenty, tedy vyjednávací pozice Evropské komise – 13 dokumentů z 9 oblastí (finanční služby, chemické produkty, kosmetika, strojírenství, farmaceutické výrobky, textil, dopravní prostředky, udržitelný rozvoj, energetika a suroviny).
- Shrnutí faktů, tedy stručné shrnutí pozice Evropské komise – 28 dokumentů z 23 oblastí (mimo jiné také informační a komunikační technologie, ochrana práv duševního vlastnictví, tři shrnutí pro oblast ISDS, zeměpisné označení).[29]

### Protichůdné zprávy o stavu vyjednávání v srpnu 2016
V srpnu 2016 se objevily problémy při vyjednávání, kdy nejprve německý vicekancléř a ministr hospodářství Sigmar Gabriel uvedl, že rozhovory prakticky zkrachovaly, načež mluvčího Bílého domu Josh Earnest uvedl, že prezident Obama je odhodlán vyřešit některá ožehavá témata. Plynulý postup vyjednávání pak potvrdil mluvčí šéfa Úřadu obchodního zmocněnce USA Michael Froman a mluvčí Evropské komise Margaritis Schinas. Nato vyšla po několika dnech zpráva Bílého domu, že USA nadále hodlají dosáhnout této dohody do konce letošního roku a následovalo vyjádření státního tajemníka pro zahraniční obchod na francouzském ministerstvu zahraničí, Matthiase Fekla, že jednání už nemají politickou podporu Francie a že francouzská vláda požádá v září Evropskou komisi, aby jednání zastavila.

## Česko a TTIP
Vláda ČR ve svém programovém prohlášení z 12. února 2014 k TTIP uvedla "Ambiciózní obchodní a investiční dohody se třetími státy považuje vláda za nedílnou součást evropské konkurenceschopnosti a její prioritou je dokončení jednání o transatlantickém obchodním a investičním partnerství mezi Evropskou unií a USA." Vyjednávání dohody za ČR má v gesci Ministerstvo průmyslu a obchodu (MPO), které vydává zprávy k TTIP v rámci sekce Obchodní vztahy EU se třetími zeměmi. Samostatnou sekci, věnovanou dohodě TTIP a odkazující se na MPO jako zdroj, lze nalézt na portále Businessinfo.cz. Tento web má ovšem jednostranné zaměření článků na podnikatele a exportéry, jak přímo uvádějí autoři: "Server BusinessInfo.cz je primárně určený pro podnikatele a exportéry, čemuž odpovídá i koncept článků."

### Postoje jednotlivých českých politických stran

#### ČSSD
ČSSD nezaujala k dohodě jednotné stanovisko – na jednu stranu někteří přední členové strany dohodu podporují, jako například ministr Mládek, na druhou stranu někteří další k ní vyjadřují velké výhrady, jako např. šéf europoslanců Poc, další se k smlouvě vyjadřují velmi negativně – jako prof. Keller.

#### ANO
ANO nevyjádřilo k smlouvě svůj jednoznačný postoj, podle vyjádření europoslankyně Dity Charanzové se dá soudit, že strana dohodu podporuje.

#### KDU-ČSL
KDU-ČSL
vyjádřila na svém sjezdu v roce 2015 smlouvě podporu slovy "KDU-ČSL podporuje uzavření dohody o Transatlantickém obchodím a investičním partnerství mezi EU a USA za předpokladu, že bude plně dodržen mandát, který členské státy daly Evropské komisi jakožto vyjednavači této dohody."

Pavel Svoboda opravil názor Jana Kellera, že TTIP způsobí zákaz farmářských trhů.

#### TOP 09
TOP 09 ve svém prohlášení k zahraniční politice ČR vyjadřuje opatrnou podporu TTIP: "Při podpoře TTIP (Transatlantické partnerství pro obchod a investice) je nutné opravdu se důkladně zabývat jejími přednostmi a riziky, které jsou s touto klíčovou smlouvou spojené. V zásadě dohodu podporujeme, ale je třeba ještě zkoumat jednotlivá její ustanovení." 

#### ODS
ODS dohodu podporuje ve svém programovém prohlášení.

#### Úsvit
Úsvit vyjadřuje k dohodě velmi kritický postoj.

#### Piráti
Piráti nesouhlasí s přijetím dohody a aktivně se zapojuje do organizace a propagace akcí zaměřených proti TTIP. Členové Pirátské strany rovněž poslali otevřený dopis ministrovi průmyslu a obchodu Janu Mládkovi, ve kterém vyjádřili obavy z TTIP.

#### SZ
SZ vyjadřuje k dohodě velké výhrady.
Svobodní
Svobodní dohodu TTIP odmítají a nepovažují ji za smlouvu o skutečně volném obchodu. Jak poznamenal Petr Mach v Evropském parlamentu: "Dohoda o volném obchodu by se vešla na jednu stránku." TTIP je podle Svobodných spíše soubor regulací vyhovující různým subjektům. Velice negativně vůči TTIP se vyjadřují kolegové z frakce EFDD, především italské Hnutí Pěti Hvězd a britský UKIP,

#### KSČM
Jednotliví představitelé KSČM vyjadřují k dohodě značné výhrady.

### Organizace, podporující přijetí TTIP
- Svaz průmyslu a dopravy ČR[56]

### Organizace, které mají výrazné výhrady proti TTIP
- Iuridicum Remedium v rámci kriticko-informační kampaně Špatný vTTIP (10 důvodů, proč se mít na pozoru před TTIP)[57]
- Českomoravská konfederace odborových svazů (Podporuje a sdílí stanoviska EOK, AFL-CIO, industriAll Europe a dalších odborových organizací k dosavadnímu průběhu vyjednávání dohody.)[58]
- dTest (TTIP vzbuzuje obavy o záruky kvality a bezpečnosti potravin)[59]
- Hnutí DUHA (Největší a možná nejriskantnější ekologickou legislativou nového Evropského parlamentu se může stát obchodní dohoda s USA)[60]
- Mladí Piráti (Utajovaná TTIP může negativním způsobem ovlivnit kvalitu života všech obyvatel Evropské unie)[61]

## Kritika
Podle jiných kritiků dá tato dohoda ještě větší moc korporacím a diktatuře trhu nad demokracií, občany a jejich vládami. Český politolog Petr Robejšek k TTIP řekl: "EU by smlouvu přijmout neměla, protože přinese pouze zanedbatelné růstové impulsy a zatíží evropské vlády závislostí na amerických nadnárodních firmách; heslo: smírčí řízení. EU by se měla rozhodnout k radikální konsolidaci eurozóny, s tím související restrukturalizací jihoevropských ekonomik a rozvíjet spíše spolupráci s Čínou a Ruskem, které na tom již také nejsou skvěle, ale pořád ještě (v Číně dosud reálně, v Rusku dnes spíše potenciálně) lépe než zbývající země BRICS, jejichž hvězda výrazně vybledla. Brazílie je pro to nejmarkantnější příklad."

### Aktivisté
V březnu 2013 vydala koalice organizací zabývajících se digitálním právem ve spolupráci s dalšími skupinami deklaraci, ve které vyzvala jednotlivé partnery dohody, aby proběhla otevřená debata v Kongresu USA, v Evropském parlamentu, v národních parlamentech a v dalších otevřených fórech místo vedení "uzavřených jednání, která dávají privilegovaný přístup korporacím", a také v deklaraci vyzvala, aby dohoda nezahrnovala otázky duševního vlastnictví.
V Německu vznikla iniciativa StopTTIP, která začala sbírat podpisy občanů Evropské unie proti dohodě. Za cíl si dala 2 000 000 podpisů, během jednoho roku bylo shromážděno více než 3 250 000 podpisů.

### Transparentnost
Velká kritika přípravy smlouvy TTIP se týká především nedostatku transparentnosti jednání. Například v prosinci 2013 Martti Koskenniemi, profesor mezinárodního práva na Helsinské univerzitě, kritizoval nedostatek transparentnosti probíhajících jednání. Varoval, že plánovaný systém ochrany zahraničních investorů v rámci smlouvy může ohrozit svrchovanost signatářských států tím, že malý okruh právních expertů arbitrážního soudu získá nebývalé pravomoci k výkladu a zrušení právních předpisů signatářských států. Filozof a lingvista Noam Chomsky také kritizoval tajnost jednání a řekl: "Text dohody není tajemstvím pro stovky korporátních právníků a lobbistů, kteří připravují detailní prováděcí předpisy. Můžete hádat, o čem jsou tyto prováděcí předpisy a proč jsou jednání tajná."
Na podobné výtky se snaží Evropská komise reagovat zveřejněním maximálního množství výstupů z jednotlivých kol jednání a záměrů, které hodlá prosazovat v těch příštích. Dále na svém webu anoncuje množství dalších dostupných dokumentů. Tamtéž vysvětluje nemožnost podání úplných a detailních dat obavou o ohrožení vyjednávacích pozic a tím, že zveřejněním pouze prozatímních částečných úmluv dochází pouze k dalším nedorozuměním.

### Řešení sporů mezi státem a investorem - ISDS
Za velmi problematickou je mimo jiné považována i část smlouvy ISDS (Investor State Dispute Settlement) , která hovoří o řešení sporů mezi státem a investorem. Tak jak je představena v TTIP, umožňuje společnostem žalovat vlády pro jakýkoli vládní počin (zákon či předpis na jakékoli úrovni, včetně úrovně místní), který omezí budoucí zisky korporace. Korporace mohou žalovat za ztrátu nebo "vyvlastnění" svých budoucích zisků. Případy mají být řešeny prostřednictvím rozhodčího tribunálu obchodních právníků v jurisdikci volby korporace. Což de facto staví korporátní právo nad zákony a předpisy jednotlivých zemí a jejich soudnictví. V lednu 2015 zveřejnila Evropská komise výsledky veřejné konzultace k problému začlenění ISDS do TTIP. Konzultace se zúčastnilo 150 000 respondentů, z nichž drtivá většina měla vůči ISDS vážné výhrady. Komisařka pro obchod Cecilia Malmströmová k tomu uvedla: "Výsledky konzultace jasně poukazují na to, že veřejnost je vůči nástroji ISDS velmi skeptická".
Podle analytika Kruliše jsou, v případě České republiky, obavy z ISDS zbytečné, protože dohoda o ochraně investic, uzavřená mezi ČR a USA je v mnoha ohledech pro Českou republiku méně výhodná.

### Princip předběžné opatrnosti a odlišné standardy v EU a v USA
Různí analytici tvrdí, že samotná cla mezi USA a EU jsou již teď snížena na únosnou úroveň. To, co se podle nich dohoda snaží skutečně změnit, jsou netarifní bariéry, tedy srovnání rozdílů v podmínkách pro firmy na jednom či druhém trhu – tedy především regulace a vliv státu, normy na kvalitu služeb, značené zboží, ochrana spotřebitele, zdravotní nezávislost, chráněná zeměpisná označení atd. V některých ohledech jsou tyto podmínky obdobné, ale v jiných případech jsou rozdíly diametrální, jako například u chráněných zeměpisných označení. Kritici se proto obávají, že dohoda umožní přistoupit na "nižší" požadavek.
Dále namítají, že v mnoha oblastech jsou v USA nižší, nebo neexistující standardy, které by zajišťovaly bezpečnost potravin, bezpečnost silničních vozidel atd. Zvláště velké obavy jsou potom z toho, že dohoda umožní USA vyvážet do Evropy geneticky modifikované potraviny, často je také dávána za příklad v EU zakázaná americká praxe ošetřování kuřat chlorem, přičemž již v době vyjednávání se podařilo prosadit povolení kyseliny mléčné pro omývání hovězího. Tyto rozdíly jsou dány především tím, že zatímco v EU je tato bezpečnost zajišťována standardy a tzv. Principem předběžné opatrnosti (tento princip umožňuje odmítnout vstup na trh u takových produktů, u nichž dosud není vědecky nezpochybnitelně prokázána jejich nezávadnost), v USA je tato bezpečnost zajištěna právním systémem, který umožňuje přiznat poškozeným spotřebitelům i extrémně vysokou dodatečnou náhradu ve formě tzv. punitive damages.
Vyjednávací mandát pro vyjednávání TTIP dává v současné době jasně vymezené mantinely pro jednání a zdůrazňuje, že nepřipustí snížení standardů v oblasti životního prostředí, bezpečnosti či při ochraně zaměstnanců nebo zachování kulturní rozmanitosti v EU.
Evropská komise vždy deklaruje, že nepřipustí snížení evropských norem a standardů: "TTIP nebude mít větší právní sílu než právní předpisy EU, nebude je moci zrušit ani pozměnit. Jakékoli změny právních a správních předpisů EU pro účely liberalizace obchodu by muselo schválit 28 členských států EU společně s Evropským parlamentem." To zahrnuje i odpověď na výtky umožnění dovozu geneticky modifikovaných potravin či hormonálně ošetřeného masa, viz tamtéž.

### Telekomunikace a práva duševního vlastnictví
V této oblasti mají kritici obavy, že TTIP má nahradit dohodu ACTA, kterou Evropský parlament v roce 2012 odmítl.
Tuto obavu Evropská komise vylučuje.
Další obavou je, že má dohoda řešit odpovědnost poskytovatelů internetového připojení. Evropská komise toto tvrzení odmítá s tím, že EU i USA mají, na rozdíl od jiných signatářských zemí dohody ACTA vybudovánu ochranu duševního vlastnictví na dostatečné úrovni. Evropská komise v současném přehled základních skutečností také tvrdí, že odpovědnost poskytovatelů internetového připojení v dohodě řešena nebude. Kritici ale poukazují na fakt, že ve skutečnosti toto téma bylo projednáváno a bylo součástí textů uniklých v deníku Die Zeit, což nakonec jinde v textu Evropská komise nepřímo potvrdila.
Další oblastí, které dle kritiků vzbuzuje obavy je důvěrnost elektronické komunikace a údajů souvisejících s provozem (provozní a lokalizační údaje). Ty jsou v EU "zaručeny", zatímco dle některých uniklých informací by tato důvěrnost měla být pouze "zajišťována", což může podporovat komerční zájmy poskytovatelů. Obava je také z toho, že dohoda otevřela cestu k úplnému ovládnutí provozovatelů sítí a poskytovatelů telekomunikačních služeb.